# Liste des commanderies templières en Alentejo

Localisation de la région Alentego au Portugal

Cette liste recense les anciennes commanderies et maisons de l'Ordre du Temple dans l'actuelle Région de l'Alentejo au Portugal.

## Possessions templières
* Forteresse ⇒ F, château ⇒ Ch, baillie (Commanderie principale) ⇒ B, Commanderie ⇒ C, Maison du Temple aux ordres d'un précepteur ⇒ M.
| Rang | Etablissement                                  | Ville actuelle (ou à proximité) | Observations                                                           | Protection         |
| ---- | ---------------------------------------------- | ------------------------------- | ---------------------------------------------------------------------- | ------------------ |
| Ch   | Château d'Alpalhão (pt)                        | Alpalhão (pt)                   |                                                                        |                    |
| Ch   | Château de Montalvão (pt)                      | Montalvão (pt)                  | possession de l'Ordre du Christ, mais antériorité templière à vérifier | Monument national. |
| F    | Château de Monsaraz (pt)                       | Monsaraz (pt)                   |                                                                        | Monument national. |
| Ch   | Château de Nisa                                | Nossa Senhora da Graça (pt)     |                                                                        | Monument national. |
| M    | Église de Santa Maria da Alcáçova (pt)         | Santarém (Portugal)             |                                                                        |                    |
| M    | Eglise de São João Evangelista do Alfange (pt) | Santarém (Portugal)             |                                                                        |                    |
| Ch   | Château de Seda (pt)                           | Alter do Chão                   |                                                                        | Monument national. |

| Localisation en Région Centre du Portugal (Liens vers les articles correspondants)                                                                                           |
| --- |
| \| Région Nord Région Centre Andalousie Castille-et-León Galice Estrémadure Alpalhão Montalvão Monsaraz Nisa Sta Maria da Alcáçova São João Evangelista · do Alfange Seda \| |
| Région Nord Région Centre Andalousie Castille-et-León Galice Estrémadure Alpalhão Montalvão Monsaraz Nisa Sta Maria da Alcáçova São João Evangelista · do Alfange Seda       |